# Hipposideros papua
Hipposideros papua — є одним з видів кажанів родини Hipposideridae.

## Поширення
Країни поширення: Індонезія. Він був записаний з 100-300 м над рівнем моря. Сідала знаходяться в печерах. Вид був записаний з районів первинних вологих тропічних лісів.

## Загрози та охорона
Порушення місць спочинку є потенційною загрозою для цього виду.